# Adrián Pumares
Adrián Pumares Suárez  (Laviana, Asturias, 14 de junio de 1989) es un político español, actual secretario general de Foro Asturias y diputado de esta formación en la Junta General del Principado de Asturias desde 2019. Fue el cabeza de lista de Foro Asturias en las elecciones autonómicas de mayo de 2023 y revalidaría su escaño.

## Biografía

### Vida personal
Adrián nació en Laviana en el año 1989. Estudió Economía en la Universidad de Oviedo y ha trabajado en una empresa de logística. Fue jugador de Rugby en el Pilier Rugby Club. En 2022 contrajo matrimonio con la valenciana Silvia Rodríguez.

### Vida política
Es el secretario general de Foro Asturias desde noviembre de 2018 y diputado en la Junta General del Principado de Asturias tras las elecciones autonómicas de mayo de 2019. También fue concejal de este partido en el concejo de Laviana hasta el 12 de octubre de 2016, cuando abandona el cargo por "incompatibilidad profesional".
En octubre de 2021, el partido político Vox coloca varias pancartas y pegatinas con la cara de Adrián, tildándole de «traidor» por incumplir el programa electoral de Foro con respecto a la reforma del Estatuto de Autonomía de Asturias que pretende llevar a cabo el Gobierno del Principado de Asturias en la XI Legislatura autonómica para incluir la cooficialidad del bable y del eonaviego. Dicho cartel ponía textualmente: «Los progres quieren imponer a un millón de asturianos una lengua que no es la suya». El diputado recibió apoyo de los grupos parlamentarios de la izquierda y, el presidente autonómico Adrián Barbón, calificó la campaña diciendo que: «Estamos ante una de las sesiones de mayor infamia de la historia de la Junta General».
El 2 de diciembre de 2021, vuelve a aparecer un nuevo cartel propagandístico de Vox, esta vez empleando una imagen del presidente asturiano besándose con Adrián Pumares, calificando la reforma como en «beso con llingua». Dicho cartel ponía: «Los 'Adrianes' te quieren meter la llingua».
El 30 de septiembre de 2022 durante el V Congreso del Partido fue elegido como candidato de Foro Asturias a las elecciones de mayo de 2023. En dichas elecciones Foro Asturias consigue un diputado, uno menos que en 2019, y Adrián Pumares pasa al Grupo Mixto en la XII Legislatura de la Junta General.